# 長蔵
長蔵（ちょうぞう）は、埼玉県川口市の北東部にある町名。現行行政地名は長蔵一丁目から三丁目。関連大字である長蔵新田（ちょうぞうしんでん）についても扱う。何れも住居表示未実施地区。郵便番号は長蔵が333-0807、長蔵新田が333-0808。

## 地理
かつての大字は長蔵新田であったが、住居表示が進み長蔵新田の大部分が一～三丁目となっている。戸塚安行駅(地上は県道381号）より東側が長蔵1～3丁目、西側が大字長蔵新田である。町域の南部を一の橋放水路、東部を伝右川が流れる。現存する大字は駅以外の多くは戸塚安行駅西口ロータリーとなっている。

## 歴史
- 1889年（明治22年）4月1日 - 町村制施行に平行して戸塚、西立野、長蔵新田、久左衛門新田、藤兵衛新田の2箇村3新田が合併し、戸塚村が成立。戸塚村の大字長蔵新田となる。
- 1956年（昭和31年）4月1日 - 大門村・野田村と合併し、美園村が成立。美園村の大字となる。
- 1962年（昭和37年）5月1日 - 美園村のうち、旧戸塚村と旧大門村の差間・行衛が川口市に編入され、川口市の大字となる
- 1994年（平成6年）10月1日 - 区画整理事業完成にともない、住居表示を実施。一部の町名を長蔵新田から長蔵一〜三丁目に変更[7]。

## 世帯数と人口
2025年（令和7年）4月1日現在の世帯数と人口は以下の通りである。
| 丁目       | 世帯数    | 人口    |
| ---------- | --------- | ------- |
| 長蔵一丁目 | 593世帯   | 1,160人 |
| 長蔵二丁目 | 492世帯   | 1,065人 |
| 長蔵三丁目 | 291世帯   | 648人   |
| 計         | 1,376世帯 | 2,873人 |
|            |           |         |
| 長蔵新田   | 33世帯    | 42人    |

## 小・中学校の学区
市立小・中学校に通う場合、学区（学区）は以下の通りとなる。
| 丁目・大字 | 番地 | 小学校                 | 中学校               |
| ---------- | ---- | ---------------------- | -------------------- |
| 長蔵一丁目 | 全域 | 川口市立戸塚南小学校   | 川口市立戸塚中学校   |
| 長蔵二丁目 | 全域 | 川口市立戸塚綾瀬小学校 | 川口市立戸塚中学校   |
| 長蔵三丁目 | 全域 | 川口市立戸塚綾瀬小学校 | 川口市立戸塚中学校   |
| 長蔵新田   | 全域 | 川口市立戸塚南小学校   | 川口市立戸塚西中学校 |

## 交通

### 鉄道
- 埼玉高速鉄道 戸塚安行駅
  - 所在地は長蔵新田になっている[9]。長蔵地区は駅の東側、長蔵新田は駅の西側にあり、徒歩圏内となっている。

### 道路
- 埼玉県道381号東大門安行西立野線
- けやき通[6]

### 路線バス
- 国際興業バス 
  - 赤13 赤羽駅 東口 → 八幡木 → 新郷農協 → 峯八幡宮 → 戸塚安行駅 → 戸塚体育館 → 東川口駅南口
平日（月～金）東川口駅方向のみ運行の深夜バス。
  - 川19 川口駅東口 - 川口市立高校 - 神根支所 - 木曽呂 - 戸塚安行駅
  - 西川04 西川口駅東口 - 天神橋 - 変電所 - 慈林 - 安行支所 - 戸塚安行駅 - 戸塚東3丁目 - 東川口駅南口
  - 鳩05 鳩ヶ谷駅東口 → 慈林 → 安行支所 → 戸塚安行駅 → 戸塚東3丁目 → 東川口駅南口
  - 東川84 東川口駅南口 - 戸塚東3丁目 - 戸塚安行駅 - 鳩ケ谷車庫（赤山）
  - 安80 新井宿駅 → 神根支所 → 木曽呂 → 戸塚安行駅
- みんななかまバス
  - 川口05 戸塚安行駅 - 安行川口青果市場 - 峯 - 安行支所 - 曲輪 - 新井宿駅 - 川口市立医療センター - 戸塚スポーツセンター - 東川口駅南口 - 戸塚佐藤公園 - 戸塚境町 - 戸塚安行駅

## 配達の管轄
- 佐川急便川口営業所（所在地は八潮市)
- 日本郵便川口北郵便局（大字伊刈）
  - 集配業務以外では安行郵便局が最寄り。
- ヤマト運輸川口長蔵センター（所在地は北原台3丁目）

## 公共機関
警察署、交番
- 武南警察署（鳩ヶ谷駅近く）
- 戸塚安行駅前交番（戸塚安行駅西口）

消防署
- 川口市消防局戸塚分署(戸塚3丁目。川口市役所戸塚支所近く）

## 施設
長蔵新田
- 戸塚安行駅前交番

長蔵1丁目
- 長蔵新田第1公園

長蔵2丁目
- 長蔵新田第2公園
- 長蔵新田第3公園（長蔵記念公園）
- 長蔵新田町会会館

長蔵3丁目
- 埼玉県立川口東高等学校
- 長蔵新田第4公園

## 関連文献
- 「長蔵新田」『新編武蔵風土記稿』 巻ノ139足立郡ノ5、内務省地理局、1884年6月。NDLJP:763997/96。